# Skeuvre
Skeuvre is een plaats in de Waalse gemeente Hamois.  

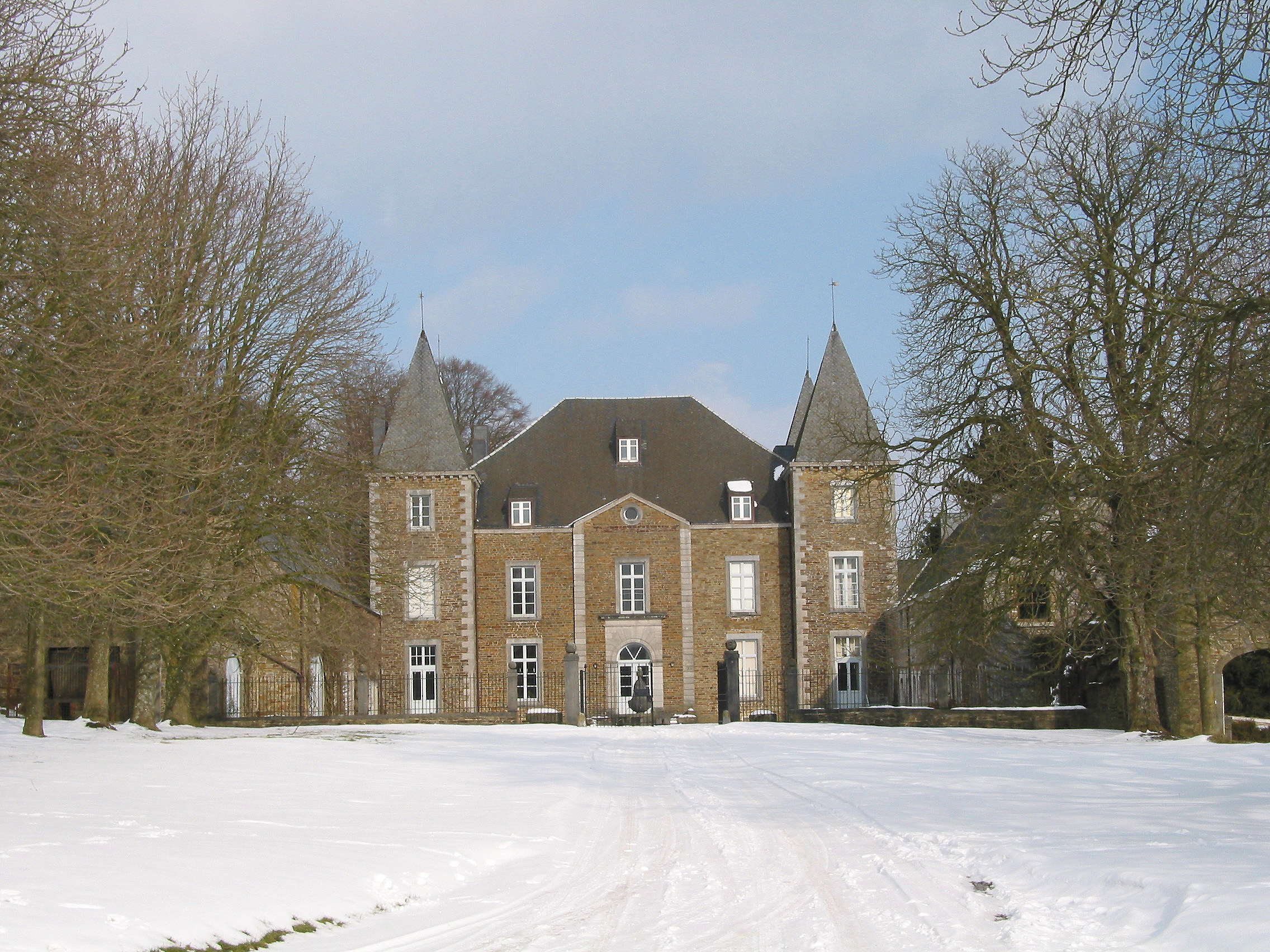
Het kasteel van Skeuvre

Het was eertijds een zelfstandige gemeente en later een deel van de gemeente Natoye.

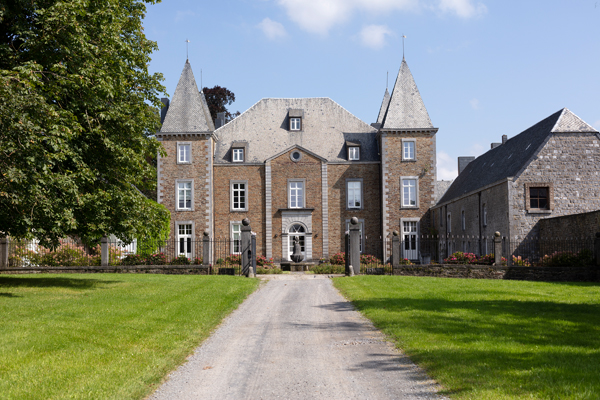
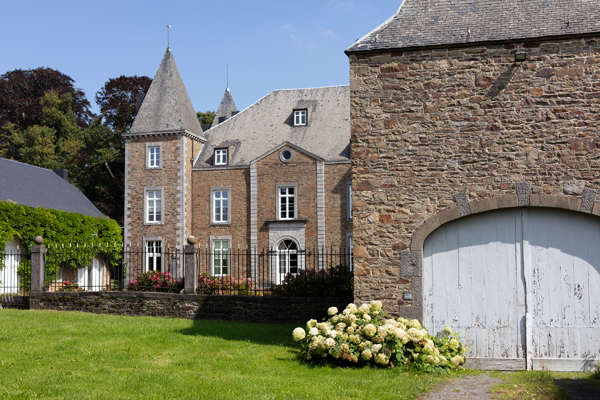
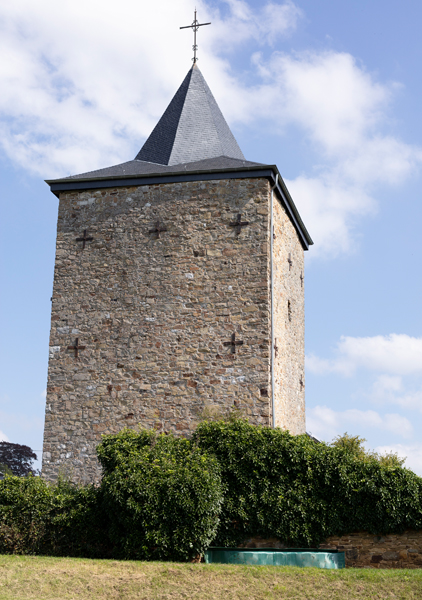
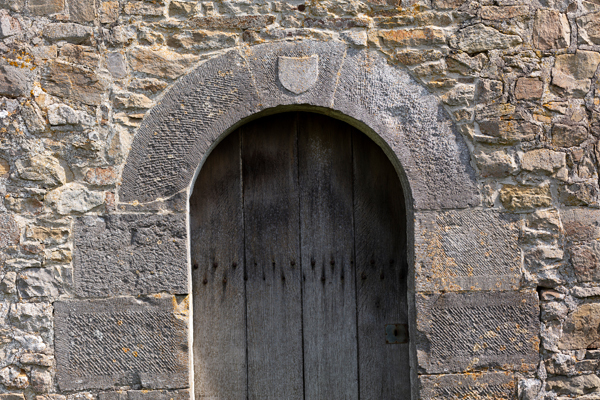